# Bruno Rolland
 (novembre 2010).
Si vous disposez d'ouvrages ou d'articles de référence ou si vous connaissez des sites web de qualité traitant du thème abordé ici, merci de compléter l'article en donnant les références utiles à sa vérifiabilité et en les liant à la section « Notes et références ».

Bruno Rolland est un réalisateur, né à Paris.
Après des études de  droit, il dirige avec Maryse Berchon de Fontaine le festival Rencontres internationales Henri Langlois de Poitiers. En 1994, il réalise son premier court métrage Le Regard de l'autre primé dans de nombreux festivals en France et à l'étranger. Suivra Quelque chose de différent. En 2010, il réalise son premier long métrage, Léa,, qui sort le 6 juillet 2011,,,. La même année, il participe à l'écriture du film de Stéphane Robelin, Et si on vivait tous ensemble ! avec Jane Fonda, Guy Bedos, Pierre Richard, Géraldine Chaplin, Claude Rich. En parallèle, il enseigne la comédie dramatique aux Cours Florent. Chargé de la classe troisième année "cinéma", il y réalise un long-métrage chaque année avec ses élèves dans le cadre de l'école.

## Filmographie
- 1992 : Le Regard de l'autre (réalisateur)
- 1994 : Quelque chose de différent (réalisateur)
- 2004 : De battre mon cœur s'est arrêté (acteur)
- 2005 : Nicole et Daniel (acteur)
- 2007 : La Forêt du monde (réalisateur)
- 2011 : Léa (réalisateur)